# Oxylabes
Oxylabes is een monotypisch geslacht van zangvogels uit de familie Bernieridae (madagaskarzangers).

## Soorten
Het geslacht kent de volgende soort:
- Oxylabes madagascariensis – Witkeeloxylabes